# Mausolée de Langar Ota
Le mausolée de Langar Ota est un site du patrimoine culturel en Ouzbékistan. Il est situé dans le quartier Kokbulok du district de Kamashi, dans la région de Kachkadaria, et est construit au XVe siècle. Actuellement, cette zone est placée sous la gestion opérationnelle du Département régional du patrimoine culturel de Kashkadarya (sur la base du droit de propriété de l'État). Il est confié à la fondation caritative « Vaqf » en vertu d'un accord d'utilisation gratuite. Le mausolée de Langar Ota a été inclus dans le Registre national des objets du patrimoine culturel immobilier par décision du Cabinet des ministres de la République d'Ouzbékistan le 4 octobre 2019. Le mausolée de Langar Ota est sous la protection de l'État,.

## Emplacement
Le mausolée de Langar Ota est situé dans le site de pèlerinage de Langar Ota, dans le district de Kamashi de la région de Kachkadaria. Il y a également une mosquée Langar Ota sur le site de pèlerinage. Le mausolée est construit sur une colline, à proximité de la mosquée.

## Structure
Le mausolée est entouré d'un cimetière, et un khilkhona (un lieu de méditation) se trouve à 100 mètres de la tombe. Ce monument a été construit 100 ans après la construction de la mosquée Langar Ota. Le style architectural du mausolée est très similaire à celui du mausolée de Khwaja Ahmad Yasawi. Le mausolée de Langar Ota est fait de briques cuites, et les arches des portes et des fenêtres sont ornées de motifs complexes. Il y a 5 tombes dans le mausolée, dont 3 sont surmontées de pierres tombales.

## Origine du nom
Le mot « Langar » désigne un  sanctuaire, un cimetière ou un site de pèlerinage, ainsi qu'un caravansérail, une halte de caravane ou un lieu de bénédiction. Le mausolée était situé dans une telle région à l'époque.
Effectivement, le mausolée est également connu sous le nom de mausolée de Shaykh Abulhasan car Abulhasan Ishqi et ses proches y sont enterrés.
Selon certaines légendes, le nom « Langar Ota » est considéré comme le surnom de Shaykh Abulhasan.

## Recherche
Selon les recherches de l'historien Abdusobir Rayimkulov, le mausolée de Langar Ota contient les tombes des Shaykhs Abulhasan Ishqi, de son fils Shaykhzoda Muhammad Sodiq et de son petit-fils Abulhasan Okhund, qui étaient membres de l'ordre soufi Ishqiya. La quatrième tombe n'a pas de pierre tombale, il n'est donc pas clair à qui elle appartient.

## Lieux similaires
Il y a aussi un monument et un village portant le même nom dans le district de Chiroqchi de la région de Kachkadaria. Le site de pèlerinage là-bas est communément connu sous le nom de Yangi Langar (Nouveau Langar) et il est considéré comme le deuxième langar.
En outre, il existe un site de pèlerinage Langar Ota dans le district de Koshtepa de la région de Ferghana. Ce monument est sous le contrôle du Département régional du patrimoine culturel de Ferghana. Le site de pèlerinage Langar Ota comprend un mausolée. Le monument est enregistré sous le nom de « Langar » dans les documents d'archives de 1872.